# Champfrémont
 Champfrémont  es una población y comuna francesa, en la región de Países del Loira, departamento de Mayenne, en el distrito de Mayenne y cantón de Pré-en-Pail.

## Demografía
| 358 | 294 | 272 | 246 | 241 | 248 |
| Para los censos de 1962 a 1999 la población legal corresponde a la población sin duplicidades (Fuente: INSEE [Consultar]) |     |     |     |     |     |